# Dredg
dredg – amerykańska grupa rockowa pochodząca z Los Gatos w Kalifornii. Muzyka zespołu oscyluje pomiędzy new prog i rockiem alternatywnym. 

## Historia
Zespół powstał w pierwszej połowie lat 90. Wczesne EP-ki zespołu, np. Orph wskazywały na inspiracje metalowe i alternatywne. Pierwsza płyta, Leitmotif wydana w 1999 nakładem zespołu miała charakter koncept-albumu. Muzycznie jest to suita, w której dominują części instrumentalne i traktowane jako przerywniki części wokalne. Teksty basisty Drew'a Roulette mają charakter opowieści o poszukiwaniu uleczenia emocjonalnego. Twórczość dredg wielu krytyków porównywało do Tool. Popularność w kręgach miłośników muzyki alternatywnej przyniósł grupie drugi album, El Cielo. Miał on również charakter koncepcyjny i nawiązywał do twórczości Salvadora Dalego. Trzecia płyta Catch Without Arms, wydana w 2005 przyniosła złagodzenie stylu i zbliżenie ku bardziej tradycyjnym piosenkom, wykonywanym jednak z pasją i zaangażowaniem. Czwarta studyjna płyta kwartetu zatytułowana jest: The Pariah,the Parrot,the Delusion. Jak przyznają muzycy idea na płytę powstała z inspiracji esejem Salmana Rushdie'go pt."A Letter to the Six Billionth Citizen". Płyta jak dotąd promowana była dwoma singlami: Saviour i I Don't Know.

## Skład
- Gavin Hayes - wokal, gitara

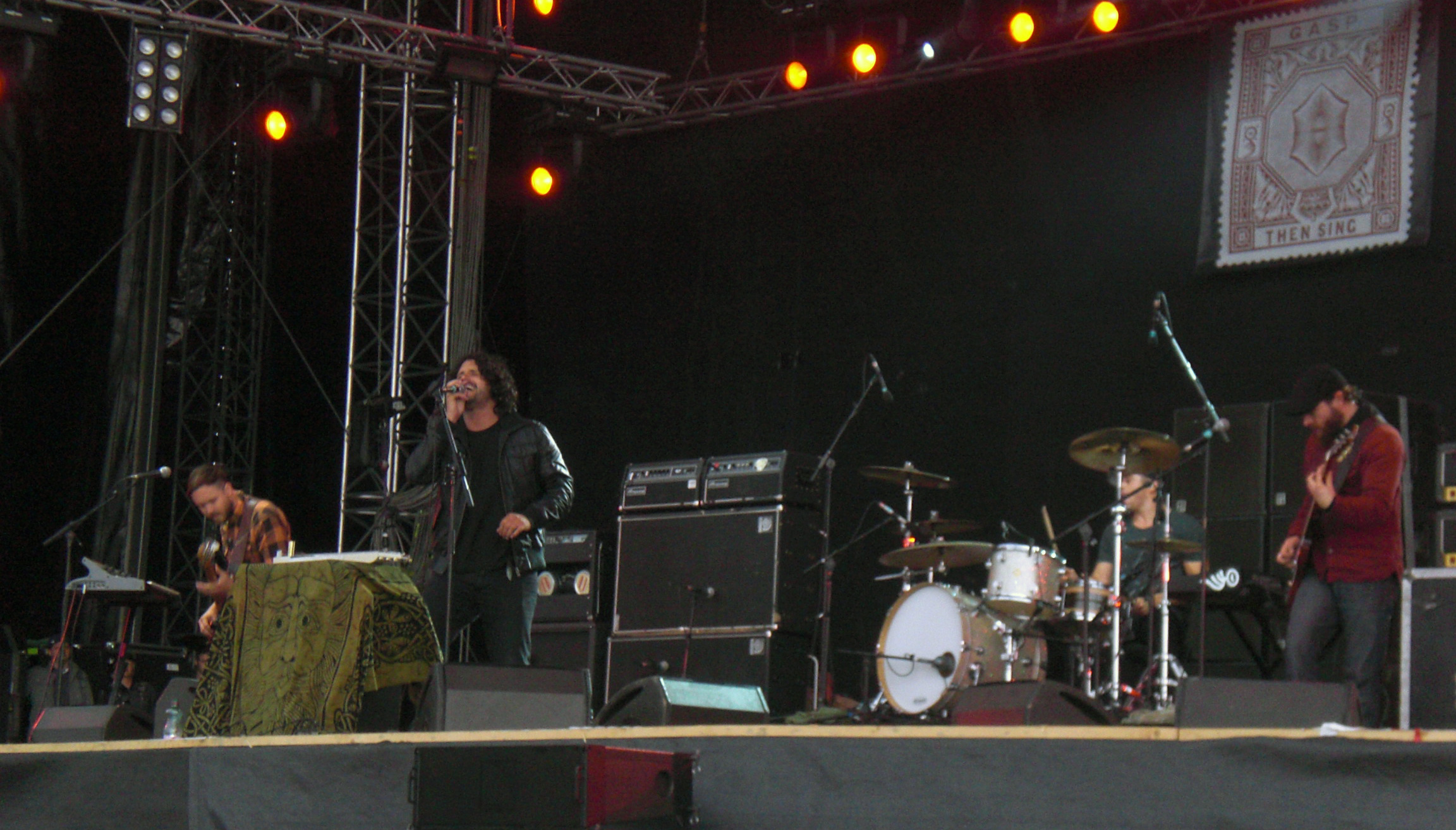

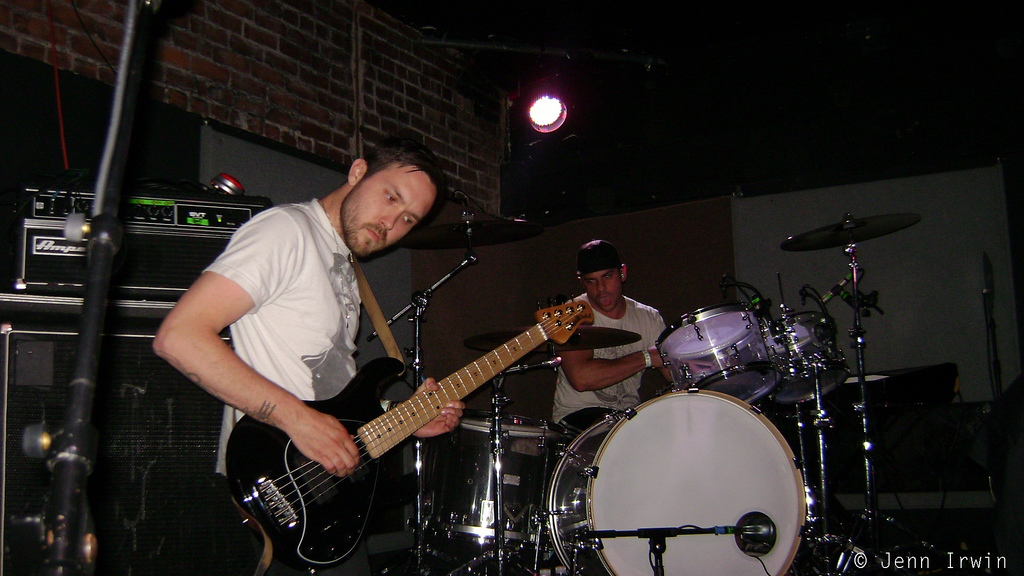

- Drew Roulette - gitara basowa, wokal, instrumenty klawiszowe
- Mark Engles - gitara
- Dino Campanella - perkusja, instrumenty klawiszowe

## Dyskografia

### Albumy studyjne
- Leitmotif, 1999 (wydany ponownie w 2001)
- El Cielo, 2002
- Catch Without Arms, 2005
- The Pariah, the Parrot, the Delusion, 2009
- Chuckles & Mr. Squeezy, 2011

### Mini-albumy
- Conscious, 1996
- Orph, 1997
- Extended Play for the Eastern Hemisphere, 2002

### Albumy koncertowe
- Live At The Fillmore, 2006